# Паровий таран

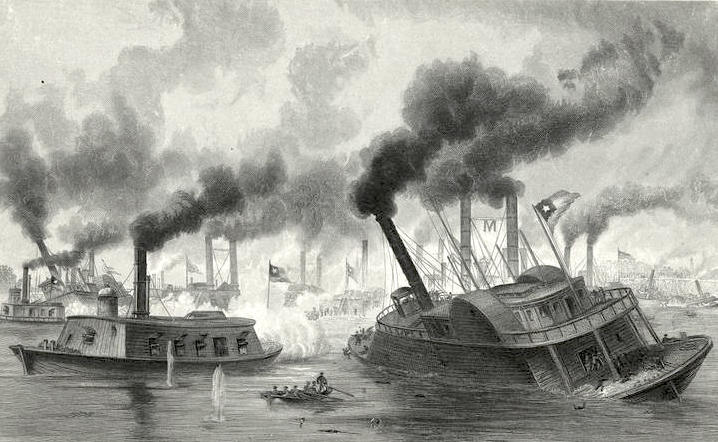
Картина А. Р. Варда (A.R. Ward), «Битва таранів», що зображає Першу битву при Мемфісі на Міссісіпі (6 червня 1862) під час Громадянської війни в США. Чотири з 9 кораблів ескадри північан і всі кораблі південців, що брали участь у битві, були паровими таранами

Паровий таран — тип військових кораблів другої половини 19 століття, оснащених тараном та пристосованих насамперед для таранних атак інших кораблів. Широко застосовувався як флотом Союзу так і Конфедерацією під час Громадянської війни у США.

## Умови появи
Поява парових таранів стала реакцією на неспроможність тодішніх корабельних гармат завдати серйозної шкоди першим броненосцям. Натомість маневровість, яку надавала кораблю парова машина, уможливлювала атаку інших кораблів таранним ударом, що практично було нездійсненним завданням для вітрильника.
Так у битві на рейді Гемтон-Роудс (8-9 березня 1862 року) броненосець Конфедерації «Вірджинія» швидко потопив таранним ударом фрегат США «Cumberland», але його гармати не змогла завдати серйозної шкоди броненосцю північан «Monitor», так само, як і снаряди гармат останнього не змогли завдати вирішальних ушкоджень противнику.

## Різновиди парових таранів

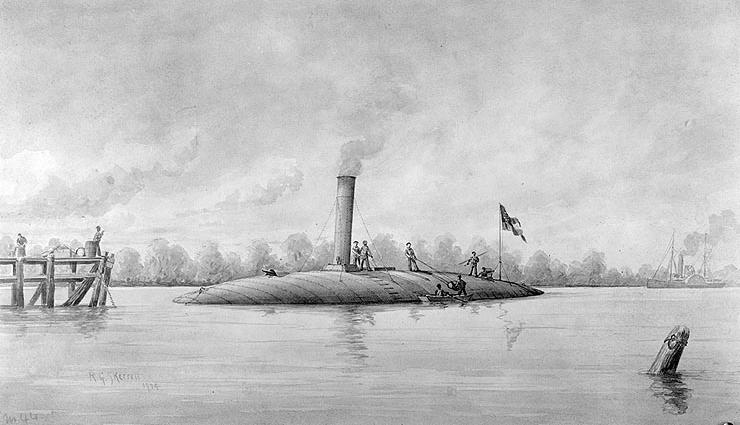
Броненосний паровий таран Конфедерації «Manassas»

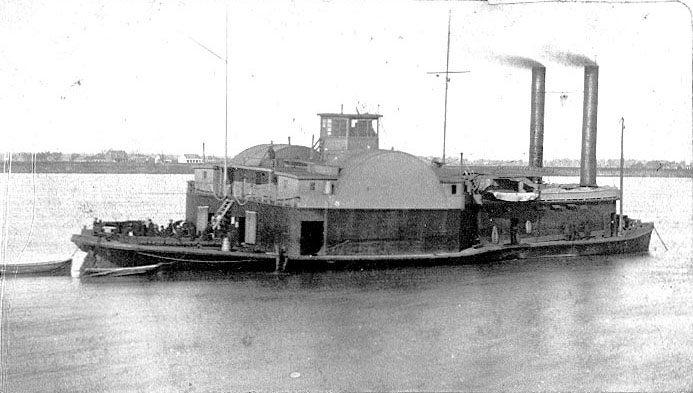
Дерев'яний паровий таран, колишній цивільний річковий пароплав «General Sterling Price». Переобладнаний для потреб Конфедерації, після захоплення корабля північанами використовувався флотом Союзу

Парові тарани можна класифікувати виходячи з наявності чи відсутності бронювання, а також за встановленим на кораблі озброєнням.
Всі парові тарани, побудовані у Європі та частина кораблів цього типу побудованих Союзом та Конфедерацією, були броненосцями. Водночас обидві сторони Громадянської війни в США застосовували в якості парових таранів дерев'яні пароплави, часто відповідним чином переоснащенні колишні цивільні судна.
Парові тарани також оснащували артилерією. Водночас гармати на них виконували допоміжну функцію. Описуючи артилерію французького броненосця «Торо», зазначали, що гармати на ньому встановлено «з єдиною функцією — приготувати шлях для тарану» . Водночас, якщо на паровому тарані встановлювали більш ефективні артилерійські установки, як у випадку нідерландських ramtorenschip (таранних баштових кораблів), то їх було складно відокремити від інших типів ранніх броненосців.
Ненадійність та короткий радіус дії перших торпед призвели до появи специфічних кораблів які поєднували торпедне озброєння з тараном — торпедних таранів.
Деякі парові тарани США будували взагалі без жодного озброєння крім корабельних таранів, втім у ході служби їх все ж оснастили невеликими гарматами. Броненосний таран «Affondatore», флагман італійського флоту у битві біля Лісси, також спочатку проєктувався без артилерійського озброєння, але потім проєкт переглянули і на кораблі встановили дві гармати великого калібру.

## Причини припинення використання парових таранів
Розвиток морської артилерії досить швидко призвів до появи гармат, снаряди яких пробивали броню ворожих кораблів. Відповідно при конструюванні кораблів основна увага приділялася зручності застосування корабельної артилерії. Крім того, ефективні корабельні гармати суттєво знизили імовірність успішного наближення до кораблів противника для нанесення таранного удару. Варто також відзначити, що у випадках, коли маневрування кораблів не було обмежене перешкодами, як наприклад на річках чи у прибережних мілководдях, противник міг відносно легко ухилитися від спроби тарана.
Тим не менш, значною мірою за інерцією, через рідкісність морських битв у цей період історії, і, відповідно, обмежені можливості перевірити ідеї конструкторів на практиці, оснащення броненосців таранами тривало до кінця 19 століття, проте переважно не в якості основної, а допоміжної зброї.
Останнім паровим тараном, на той час вже явним анахронізмом став американський «Katahdin» 1893 року побудови.

## Збережені парові тарани

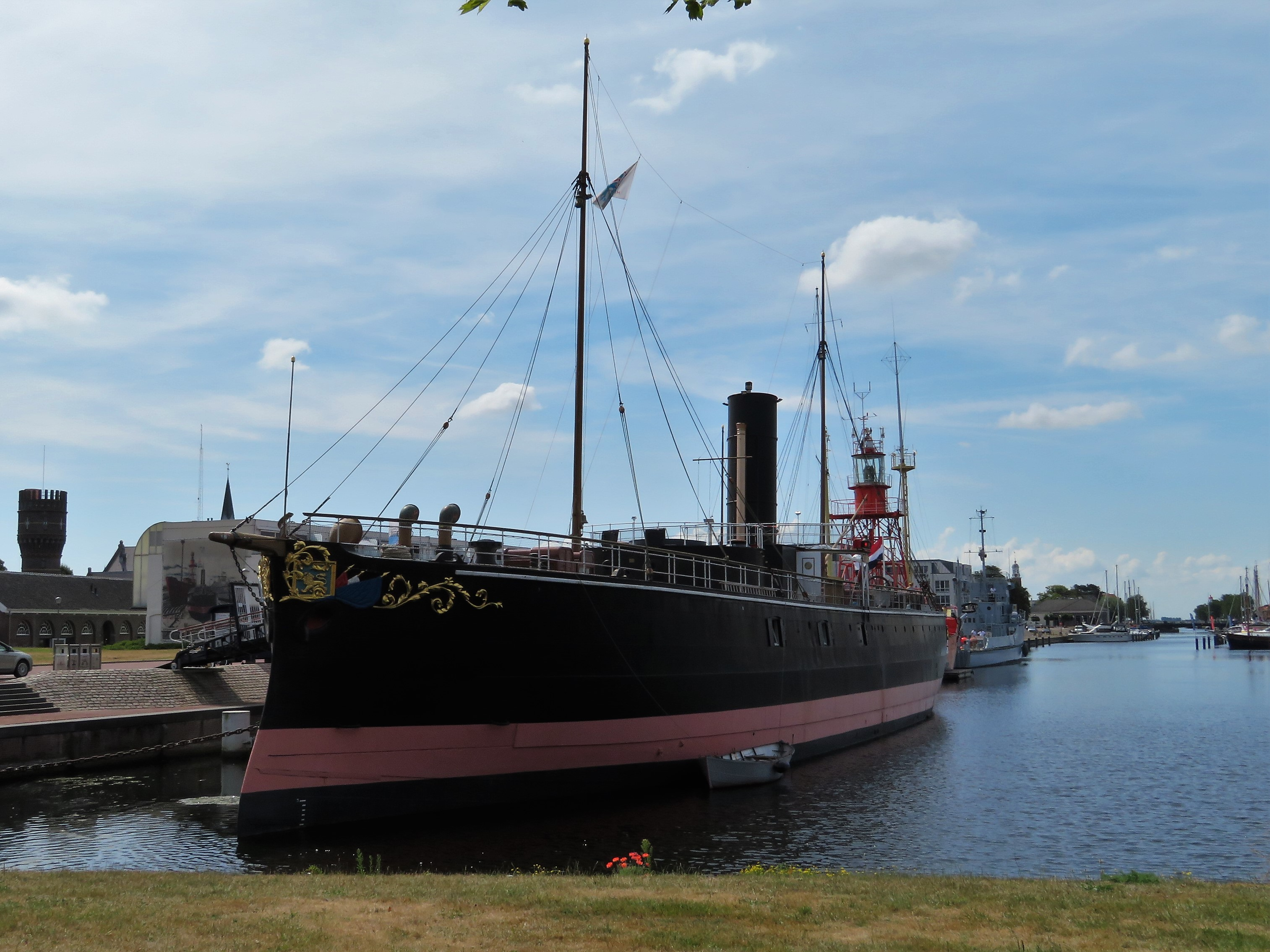
Корабель-музей «Buffel», (фотографія 2018, автор Marion Golsteijn)

До наших днів збереглися два нідерландські таранні баштові кораблі двох різних типів, які після виводу з бойового складу флоту використовувались як плавучі казарми. Це «Schorpioen» та «Buffel» які зараз реставровані та використовуються як кораблі-музеї. Водночас, оскільки на цих кораблях встановлені гарматні башти, їх іноді також класифікують як монітори.